# Махамаду Исуфу
Махамаду Исуфу (фр. Mahamadou Issoufou; Дандажи, 1. јануар 1952) је нигерски политичар и председник Нигера од 2011. до 2021. године.

## Биографија
Рођен је 1952. године у народу Хауса. По струци је инжењер. Од 1980. године до 1985. године је био национални директор нигерских рудника, а затим генерални секретар Рударске компаније Нигера.
На првим вишестраначким изборима у Нигеру, Исуфу је био изабран за премијера Нигера, функција коју је обављао од 1993. године до 1994. године, затим председник Народне скупштине од 1995. године до 1996. године, а био је и кандидат на свим председничким изборима од 1993. године.
Био је вођа Нигерске странке за демократију и социјализам, социјалдемократског усмерења, од свог оснивања 1990. године, па до његовог избора за председника Нигера 2011. године. Током председничког мандата Мамадуа Танџу (1999—2010) Исуфу је био вођа опозиције.
Мамаду Танџа је био срушен с власти у пучу 2010. године, а хунта је омогућила вођама опозиције да изађу на нове изборе 2011. године. Исуфу је победио на изборима, а мандат му је отпочео 7. априла.